# Orimarga argenteopleura
Orimarga argenteopleura är en tvåvingeart som beskrevs av Alexander 1913. Orimarga argenteopleura ingår i släktet Orimarga och familjen småharkrankar. Inga underarter finns listade i Catalogue of Life.